# Defender (U-Boot)
Die Defender war ein von dem Ingenieur Simon Lake 1907 gebautes U-Boot.

## Geschichte
1906 veröffentlichte die United States Navy ihr Marine-Haushaltsgesetz, in dem der Kauf von U-Booten für insgesamt 500.000 US-Dollar vorgesehen war. Lake beauftragte deshalb 1906 die Newport News Shipbuilding in Norfolk mit dem Bau des U-Boots Simon Lake XV nach seinen eigenen Plänen, um an der Ausschreibung teilzunehmen. Nach seiner Fahrt mit dem U-Boot Plunger war Theodore Roosevelt von der Einsatzfähigkeit des Kriegsgeräts U-Boot überzeugt, so dass er das Investitionsvolumen auf 3.000.000 $ erhöhte. Lake, der von seiner Konstruktion überzeugt war, glaubte, dass er sicher die Ausschreibung gewinnen würde und benannte das U-Boot, bevor es Ende 1907 vom Stapel lief, in Lake um.
Die Lake war für mehrere Zwecke konzipiert. Für den militärischen Einsatz verfügte sie über zwei Torpedorohre für Whitehead-Torpedos am Bug und ein weiteres am Heck. Außerdem hatte sie eine Ausstiegsluke für spezielle Operationen und Rettungseinsätze. Das Schiff sollte auch der Seeüberwachung und dem Räumen und Legen von Seeminen dienen. Für kommerzielle Zwecke sollte es mit einer Druckschleuse ausgerüstet werden können. Das U-Boot bestand aus einem druckstabilen Zylinder mit ogivalem Bug und Heck, auf den ein schiffsförmiger Aufsatz mit Turm gesetzt war. Es verfügte über zwei Verbrennungsmotore, mit denen die Batterien im aufgetauchten Zustand geladen werden konnten. Mit zwei Elektromotoren wurden die beiden Schrauben angetrieben, und so erreichte das Boot aufgetaucht eine Geschwindigkeit von 7–8 Knoten.
Simon Lake führte die Lake einer Kommission der United States Navy vor. Bei dieser Vorführung zeigten sich massive Probleme mit dem Tauchsystem. Im untergetauchten Zustand war das U-Boot schwer zu steuern. Während dieser Präsentation tauchte das U-Boot 18 mal unbeabsichtigt auf. Die Navy entschied sich schließlich für den Kauf der Octopus der Electric Boat Company. Sie war nicht nur besser zu händeln, sondern war schneller, sowohl im auf- als auch untergetauchten Zustand, und konnte schneller untertauchen.
Simon Lake und sein Vater hielten diese Entscheidung für ein abgekartetes Spiel und bezichtigten mit Hilfe von zwei Kongressabgeordneten die Electric Boat Company und den Marineminister Victor H. Metcalf der Korruption. Ein Untersuchungsausschuss konnte jedoch keine Beweise für die Anschuldigungen finden.
Lake musste jetzt einen neuen Interessenten für sein U-Boot finden. Man brachte das U-Boot in Lakes Werft in Bridgeport. Unter dem neuen Namen Defender baute man sie für kommerzielle Zwecke um. Man entfernte die Torpedorohre und begann mit der Entwicklung der geplanten Druckschleuse. Es konnten jedoch keine Interessenten gefunden werden und so lag es etwa 20 Jahre in der Werft.
Ende 1928 kam Lake wieder auf sein Herzensprojekt zurück, ein U-Boot zum Räumen von Seeminen oder zur Seenotrettung. In der Bridgeport-Werft wurde der Schiffsrumpf erneuert und die veraltete Ausrüstung ausgetauscht. Das U-Boot wurde nun mit stärkeren Maschinen mit 120 PS ausgestattet. Es wurde nochmals der Navy vorgeführt, doch abermals hatte man daran kein Interesse. Für Werbezwecke engagierte man 1929 die Flugpionierin Amelia Earhart, die das U-Boot durch die Schleuse verließ und zur Oberfläche schwamm. Als Hubert Wilkins 1930 die Trans-Arctic Submarine Expedition plante, bot man ihm die Defender hierfür an. Er entschied sich jedoch für das ebenfalls von Lake gebaute Militär-U-Boot O-12. Als man weiterhin keinen Käufer fand, brachte man die Defender in die Docks von New London. Nachdem sie dort mehrmals gekentert war, wurde sie ins Watt vor Old Saybrook verbracht und lag dort über ein Jahrzehnt. Das United States Army Corps of Engineers schleppte das Wrack 1946 schließlich zum Long Island Sound und versenkte es dort.

## Auffindung
Der Profitaucher Richard Simon begab sich 2023 auf die Suche nach dem Wrack der Defender. Zunächst studierte er alle öffentlich zugänglichen Dokumente wie Unterwasservermessungs- und Sonarkarten und andere Regierungsdokumente. Hierbei konnte er eine Anomalie, die der Größe des U-Bootes entspricht, identifizieren. Am 16. April 2023 tauchte er mit einem Team nach dem Wrack und entdeckte es in mehr als 45 m (150 Fuß) Tiefe vor der Küste von Old Saybrook. Die genaue Tiefe gab Simon nicht an, um nicht den genauen Fundort zu verraten.